# مسجد آخوند صالح
مسجد آخوند صالح مربوط به دوره صفوی است و در شهرستان بیرجند، بخش مرکزی، روستای بجد واقع شده و این اثر در تاریخ ۷ مرداد ۱۳۸۲ با شمارهٔ ثبت ۹۳۰۲ به‌عنوان یکی از آثار ملی ایران به ثبت رسیده است.